# Trans-Alaskapijpleiding

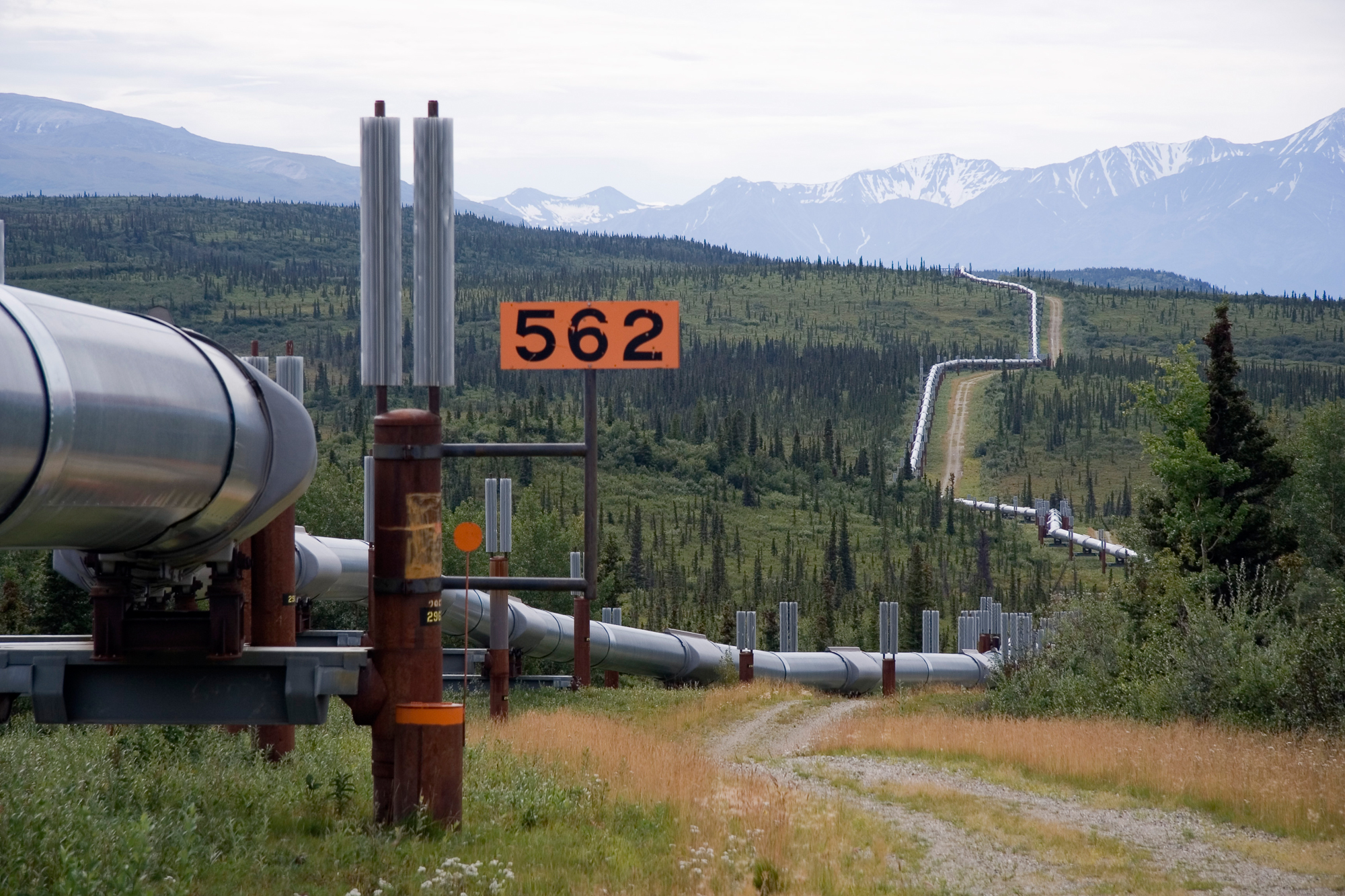
De Trans-Alaska pijpleiding slingert door het landschap

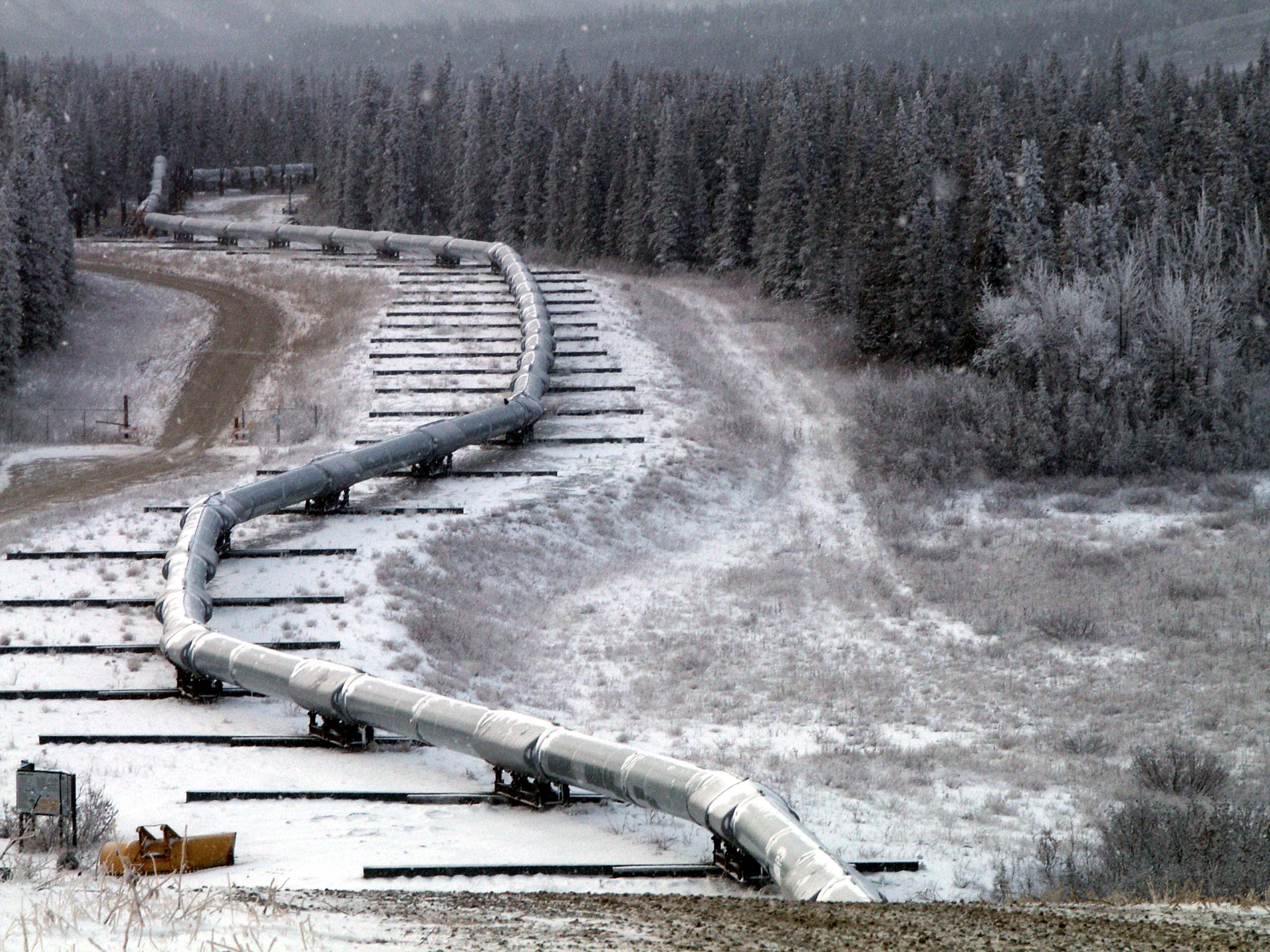
Bij de breuklijn in nationaal park Denali moest de pijpleiding worden aangelegd op glijders, om mee te kunnen bewegen met bewegingen van de aarde

De Trans-Alaskapijpleiding (Trans Alaska Pipeline System, afgekort TAPS) is een van de grootste pijpleidingen ter wereld. De pijpleiding, met een totale lengte van 1287 kilometer, strekt zich uit van het Prudhoe Bay-veld tot Valdez, en wordt gebruikt voor het transport van ruwe olie. De pijpleiding is privé-eigendom van de Alyeska Pipeline Service Company. De buizen hebben een diameter van 122 centimeter (48-inch) en de pijpleiding telde in totaal twaalf pompstations.

## Bouw
In 1968 werd aardolie ontdekt in Prudhoe Bay, maar het idee voor een pijpleiding om dit olieveld makkelijker te kunnen exploiteren stuitte op veel verzet. Tot 1971 werden er hevige politieke en milieukundige discussies gevoerd en werd van meerdere kanten tegen de bouw geprotesteerd. Pas na de oliecrisis van 1973 kreeg de aanleg van de pijpleiding definitief groen licht.
In januari 1974 zou de bouw beginnen, maar door het koude weer, problemen met het vinden van genoeg arbeiders en de bouw van de Dalton Highway werd deze datum uitgesteld naar maart 1974. In de drie jaar erop werkten tienduizenden arbeiders mee aan de pijpleiding. De bouw was lastig vanwege het koude klimaat en het feit dat de pijpleiding door geïsoleerde en lastig begaanbare gebieden moest worden aangelegd. Aanvankelijk wilde men de pijpleiding zo veel mogelijk ondergronds bouwen, maar bouwkundigen voorzagen dat dit niet mogelijk zou zijn vanwege de permafrost. De pijpleiding moest derhalve over meer dan de helft van het traject bovengronds worden aangelegd. Ook bouwen op de bevroren grond bleek een uitdaging, waarvoor nieuwe bouwtechnieken moesten worden ontwikkeld.
Bij Valdez werd aan het einde van de pijplijn een olieterminal aangelegd, een investering van US$ 1,4 miljard. De olie wordt hier tijdelijk opgeslagen tot de tankers aankomen om het af te voeren. Er waren 18 opslagtanks maar in 2019 zijn er nog 14 met een capaciteit van 7 miljoen vaten olie. De terminal ligt op zo'n 200 meter boven de zeespiegel. Er zijn twee aanlegsteigers voor de tankers.
Na drie jaar en twee maanden was de bouw op 31 mei 1977 afgerond. Het hele project vergde een investering van US$ 8 miljard. In juni 1977 werd de eerste olie door de pijpleiding vervoerd en op 1 augustus 1977 vertrok de eerste olietanker, de ARCO Juneau, met olie van de terminal in Valdez.
In 1988 werd de meeste olie door de pijplijn vervoerd. Er stroomde dagelijks 2,1 miljoen vaten olie van het uiterste noorden aan het zuiden. Dit is geleidelijk gedaald naar 469.000 vaten per dag (vpd) in 2023. Sinds de pijplijn in 1977 in gebruik is genomen, zijn er tot 2023 zo'n 18,7 miljard vaten getransporteerd en bijna 23.000 olietankers geladen bij de Valdez olieterminal.
In 2020 duurde de reis voor een vat olie bijna 19 dagen vanaf het begin tot aan de terminal in Valdez.

## Onderhoud

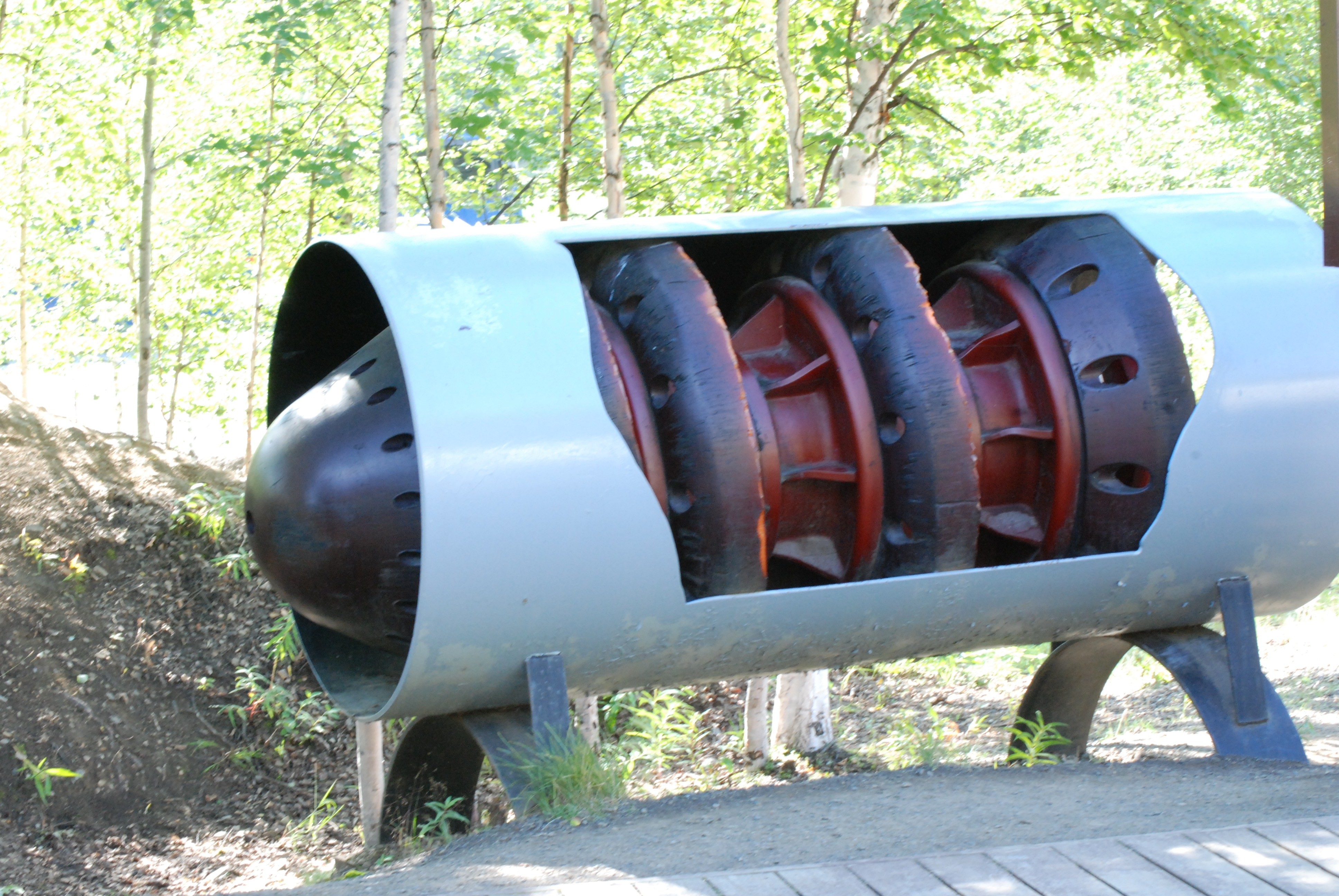
Een pig om de pijplijn intern te inspecteren

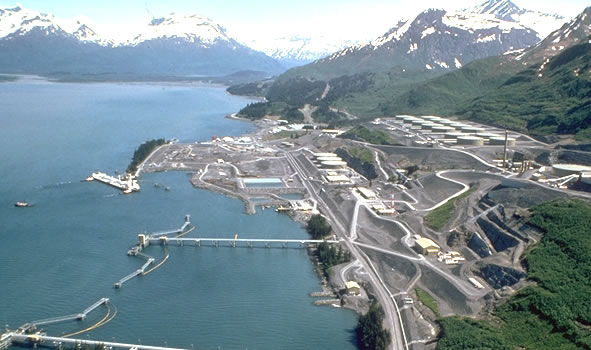
Het eindpunt van de pijpleiding is de terminal in Valdez

De pijpleiding wordt meerdere malen per dag geïnspecteerd, meestal vanuit de lucht. Deze inspecties zijn vooral om lekkages of andere beschadigingen op te sporen. Van binnenuit wordt de pijpleiding vooral onderhouden met zogenaamde pigs: op afstand bestuurbare machines die door de pijpleiding kunnen worden gestuurd voor meerdere taken, zoals het verwijderen van olieresten en het opsporen van corrosie.

## Eigenaren
De eigenaar en beheerder van de pijplijn is Alyeska Pipeline Service Company. In december 2023 waren de aandeelhouders:
- Harvest Alaska LLC 49,1069%
- ConocoPhillips Transportation Alaska, Inc. 29,6102%
- ExxonMobil Pipeline Company LLC 21.2829%.

In augustus 2019 meldde BP de verkoop van alle activiteiten in Alaska aan Hilcorp Alaska, inclusief het belang in de pijplijn. Toezichthouders keurden de transactie goed en in december 2020 werd de koop door Hilcorp afgerond. Hilcorp betaalde in totaal US$ 5,6 miljard aan BP.

## Oppositie

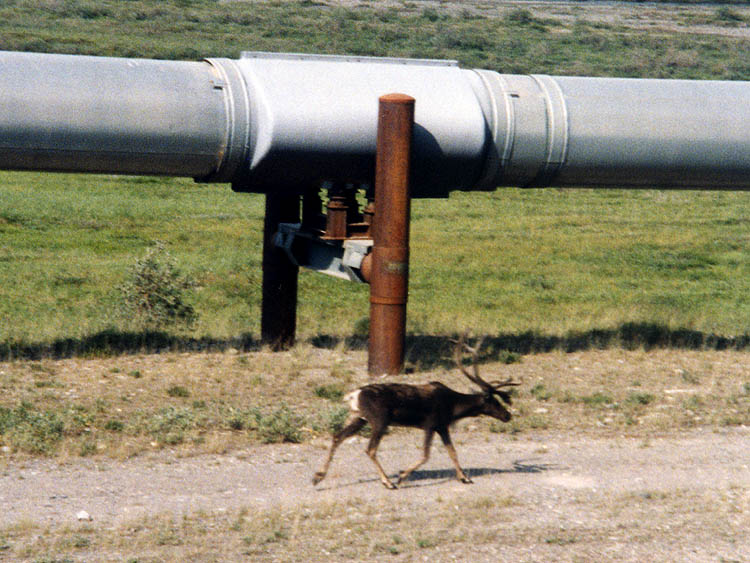
Een rendier loopt naast de pijpleiding. De pijplijn ligt verhoogd zodat dieren eronderdoor kunnen lopen en voorkomt dat de warme pijplijn in contact komt met de bevroren bodem

De voornaamste tegenstanders van de bouw van de pijpleiding waren de inheemse volkeren van Alaska en milieuactivisten.
De inheemse stammen waren tegen de bouw daar de pijpleiding hun landgoederen zou doorkruisen, zonder dat zij hier direct economisch voordeel van zouden hebben. De Alaska Federation of Natives spande een rechtszaak aan tegen de bouw van de pijpleiding. Tussen 1968 en 1971 werden meerdere schikkingen getroffen tussen het Amerikaanse congres en de inheemse stammen van Alaska om de bouw van de pijpleiding mogelijk te maken. In 1971 werd de Alaska Native Claims Settlement Act goedgekeurd die de geschillen met de inheemse stammen beslechtte.
Milieuactivisten waren tegen de bouw van de pijpleiding omdat deze het laatste stuk ongerepte natuur in Alaska zou aantasten. Met de komst van de National Environmental Policy Act kregen ze de kans om juridische stappen tegen de bouw te ondernemen. In het voorjaar van 1970 spanden de Wilderness Society, Friends of the Earth en de Environmental Defense Fund samen om een rechtszaak tegen het project te beginnen. Alyeska werd gedwongen meer onderzoek te doen naar de gevolgen van de bouw van de pijpleiding voor de flora en fauna in het gebied. Zo werd onder andere gevreesd dat de pijpleiding de levenswijze van de kariboes en Dalls schapen in het gebied zou verstoren. Er werden meerdere alternatieven voor de pijpleiding gezocht, waaronder uitbreiding van het spoorwegnet van Alaska, een omleiding van de pijpleiding door Canada, en de aanleg van een haven bij Prudhoe Bay zodat de olie per schip kon worden vervoerd. Al deze alternatieven zouden echter schadelijker zijn voor het milieu dan de pijpleiding zelf.

## Invloed op Alaska
De pijpleiding heeft in meerdere opzichten een grote invloed gehad op Alaska. De bouw van de pijpleiding zorgde voor een grote impuls voor de economie, met name in steden langs of nabij de route. Steden als Fairbanks en Valdez zagen een enorme toename van het aantal inwoners. Dit had ook onvoorziene gevolgen, zoals een enorme stijging van de huizenprijzen, een toename van de criminaliteit en een aanvoer van nieuwe inwoners die niet bekend waren met de Alaskische gebruiken.
Na de voltooiing van de pijpleiding kreeg de Alaskische economie een grote impuls. Met de olie-inkomsten in het vooruitzicht werd in 1976 het Alaska Permanent Fund opgericht. Dit fonds ontvangt een deel van alle inkomsten uit de verkoop van olie en belegt dit geld voor huidige en latere generaties. In 1982 kwam 86,5% van het totale inkomen van Alaska uit de aardolie-industrie. Een andere sector die profiteerde van de pijpleiding was het toerisme. Jaarlijks trekt de pijpleiding duizenden bezoekers.

## Incidenten
De pijpleiding heeft meerdere malen te maken gehad met lekkages, onder andere door sabotage of door constructiefouten, maar ook door natuurrampen. Alyeska is wettelijk verplicht noemenswaardige lekkages te melden aan de autoriteiten.
De bekendste olieramp met olie uit Alaska is de lekkage van de Exxon Valdez, maar de pijpleiding was hier niet bij betrokken.
De grootste lekkage in de pijpleiding zelf was op 15 februari 1978, toen een onbekende dader bij Steele Creek, ten oosten van Fairbanks, met een explosief een 2,5 centimeter breed gat in de pijpleiding wist te maken. Er ging 2500 kubieke meter olie verloren door deze lekkage.
De pijpleiding is gemaakt om kogels te kunnen weerstaan, maar desondanks schoot op 4 oktober 2001 een dronken schutter een gat in een lasnaad van de pijpleiding nabij Livengood. Dit leidde tot de op een na grootste lekkage uit de geschiedenis van de pijpleiding. Er lekte 976,8 m³ olie door het kogelgat waarvan 673,8 m³ met succes werd opgevangen. Het kostte ongeveer US$ 17 miljoen om de schade hiervan te herstellen.
In 2006 bezweek een deel van de pijpleiding als gevolg van corrosie en lekte 1000 m³ olie. In 2009 vervuilde een andere lekkage in de buurt van Prudhoe Bay een oppervlak van 800 m² toendra. In mei 2010 viel de stroom bij een pompstation uit waardoor een veiligheidsklep opende en er olie in een opslagtank liep, die echter overstroomde. Zo'n 800 m³ olie liep vervolgens in een met dijken omzoomd gebied. Op 8 januari 2011 werd een lekkage ontdekt in de kelder van een pompstation. Door tijdig de druk te verlagen tot 5% van normaal, kon voorkomen worden dat er olie de natuur in liep.
De pijpleiding is tevens berekend op aardbevingen en bosbranden. De aardbeving in Denali in 2002 zorgde ervoor dat de pijpleiding 66 uur moest worden afgesloten.

## Naslagwerken
- (en)  Peter A. Cotes, The Trans-Alaska Pipeline Controversy, University of Alaska Press, 1991
- (en)  Dermot Cole, Amazing Pipeline Stories. Kenmore, Washington; Epicenter Press, 1997
- (en)  James P. Roscow, 800 Miles to Valdez: The Building of the Alaska Pipeline. Englewood Cliffs, N.J.; Prentice-Hall Inc., 1977